# Andrew Bell
Andrew Bell (ur. 1753, zm. 1832) – brytyjski pedagog. Pracował jako kapelan wojskowy oraz opiekun szkoły dla sierot wojskowych w Madrasie w Indiach. Aby poradzić sobie z problemami dydaktycznymi zastosował metodę wzajemnego nauczania podobną do tej stosowanej w Anglii przez Josepha Lancastera. Od jego nazwiska metoda ta jest nazywana systemem Bella-Lancastera lub systemem monitorialnym.